# Futurama/Staffel 4
Die vierte Produktionsstaffel von Futurama, einer US-amerikanischen Science-Fiction-Zeichentrickserie, besteht aus 18 Episoden, die erstmals ab dem 10. Februar 2002 beim US-amerikanischen Sender Fox zu sehen waren. Fox strahlte die Folgen aber nicht als zusammenhängende Staffel aus, sondern verteilte die Episoden auf die vierte und fünfte Sendestaffel.
Einzelne Episoden dieser Staffel waren für drei Emmys, zwei Annie Awards, einen WGA Award und einen Nebula Award nominiert, ohne einen der Preise zu gewinnen.

## Episoden
| Nr. (ges.) | Nr. (St.) | Deutscher Titel                                | Originaltitel                         | Regie                | Drehbuch          | Premiere      | Dt. Premiere  | Untertitel |
| --- | --------- | ---------------------------------------------- | ------------------------------------- | -------------------- | ----------------- | ------------- | ------------- | --- |
| 55 | 5×5       | Smizmarr oder der Tee des Lebens               | Kif Gets Knocked Up a Notch           | Wes Archer           | Bill Odenkirk     | 12. Jan. 2003 | 12. Juni 2004 | Von Bigfoot empfohlen (Bigfoot’s Choice)                                                                        |
| Amy hat Sehnsucht nach Kif, der Millionen von Lichtjahren entfernt auf Raumpatrouille ist. Als die Planet-Express-Crew eine riesige Medizinkapsel an einen Planeten ganz in der Nähe liefern soll, nutzt Amy die Chance und fliegt als blinder Passagier mit, um Kif zu treffen. In einem Simulationsraum spekulieren beide über ihre mögliche gemeinsame Zukunft. Durch einen Defekt der Simulationskammer kommt es jedoch zu einem Gefecht mit plötzlich real gewordenen Schurken (u. a. Dschingis Khan). Dabei schießt Zapp ein Loch in die Wand des Raumschiffs, durch das die Widersacher in den Weltraum hinausgesogen werden. Doch auch den Freunden droht, durch den Unterdruck im Weltraum zu verschwinden. Sie klammern sich gegenseitig aneinander, wobei Kif seinen Handschuh verliert. Bei der anschließenden Untersuchung durch den Arzt wird neben diversen Knochenbrüchen auch Kifs Schwangerschaft festgestellt. Obwohl der werdende Papa Kif eigentlich Amy liebt, findet Professor Farnsworth heraus, dass Leela die Mutter ist. Kif informiert die anderen jedoch, dass Amy, die seine Empfängnisbereitschaft auslöste als einzige soziale Mutter in Frage kommt („Smizmarr“) und verlobt sich mit ihr. Amy fühlt sich jedoch von der Situation überfordert und verlässt Kif. Als sich dieser danach zur Geburt des Nachwuchses auf seinen Heimatplaneten zurückzieht, taucht im letzten Moment Amy auf, um eine korrekte Eheschließung zu vollziehen. Dabei erfährt sie, dass sie noch zwanzig Jahre Zeit hat, sich auf ihre Mutterrolle vorzubereiten, die ihr kaulquappenartiger Nachwuchs in einem Tümpel verbringen wird. |           |                                                |                                       |                      |                   |               |               | |
| 56 | 4×5       | Die Waise des Jahres                           | Leela’s Homeworld                     | Mark Ervin           | Kristin Gore      | 17. Feb. 2002 | 7. Dez. 2002  | Es ist wie eine Heimatschnulze (It’s like »hee haw« with lasers)                                                |
| Professor Farnsworth hat eine neue Maschine entwickelt, die kleine, im Dunkeln leuchtende Nasen herstellen kann. Dummerweise produziert diese Maschine auch tonnenweise giftigen Abfall. Bender „unterbietet“ die Entsorgungskosten der Stadt (von 500 Dollar) mit seinem Gebot von 499 Dollar und 100 Cent und bekommt von Farnsworth den Auftrag, den Müll zu entsorgen. Praktischerweise leitet er die grüne Flüssigkeit einfach in die Kanalisation. Leela wird indessen vom Waisenhaus zur Waise des Jahres gewählt und fängt wieder an über ihre Herkunft zu grübeln, als plötzlich der Boden unter Fry, Bender und Leela durch den Giftmüll in der Kanalisation aufbricht und sie von den im Untergrund lebenden Mutanten entführt werden. Die Mutanten sind durch den Giftmüll verärgert, der ihnen zwar nichts anhaben kann, aber nun ermöglicht, dass sie sich im Wasserspiegel sehen können. Als sie die drei zu Mutanten verwandeln wollen, indem sie sie in das giftmüllgetränkte Wasser tunken, bekommen Fry, Bender und Leela Hilfe von zwei unbekannten Wesen und können entkommen. Auf der Flucht vor der aufgebrachten Meute durch die Kanalisation entdecken sie einen Raum, der voll mit Bildern und Texten aus Leelas Vergangenheit ist. Getrieben von Neugier bleibt Leela gegen den Willen ihrer Freunde in der Kanalisation und verfolgt die beiden vermummten Gestalten. Als die Kapuzen gelüftet werden, erkennt Leela ihre Eltern und dass sie selbst in Wirklichkeit keine Außerirdische, sondern eine Mutantin ist. |           |                                                |                                       |                      |                   |               |               | |
| 57 | 4×4       | Liebe und Raketen                              | Love and Rocket                       | Brian Sheesley       | Dan Vebber        | 10. Feb. 2002 | 30. Nov. 2002 | Wenn du den Roboter siehst, trink! (When you see the robot, drink!)                                             |
| Planet Express bekommt den Auftrag 20 Milliarden Süßigkeiten in Herzform zum Planeten Omicron Persei 8 zu bringen, um die Liebe der Erde gegenüber den Omicroniern zu zeigen. Zuvor hat Prof. Farnsworth eine neue Software auf das Planet-Express-Schiff gespielt, welches jetzt Gefühle hat und bei dem man die Stimme verstellen kann. Mit diesen neuen Gefühlen verliebt sich Bender in das Schiff und geht ein paar Mal mit ihm aus. Doch auf der Flucht vor den Omicroniern macht Bender mit dem Schiff Schluss, was ein ziemlich ungünstiger Zeitpunkt ist, da das Schiff darauf kurzerhand stehenbleibt. Aus Verzweiflung versucht das Schiff sich mit Bender zu vereinen, indem es in einen Quasar fliegen will. Aus diesem Grund versucht Bender, sich wieder mit dem Schiff zu versöhnen, was ihm aber nicht gelingt. Da sich Leela wie immer einmischen will, dreht das Schiff einfach den Sauerstoff und die Schwerkraft ab. Das Schiff würde nur stoppen, wenn Bender mit ihm eins werden will, wovon Bender gar nicht begeistert ist. Leela verspricht ihm aber, das Gehirn des Schiffs abzuschalten und ihn zu retten, bevor es passiert, was ihr dann auch gelingt. |           |                                                |                                       |                      |                   |               |               | |
| 58 | 5×6       | Superhelden                                    | Less Than Hero                        | Susie Dietter        | Ron Weiner        | 2. März 2003  | 19. Juni 2004 | Wird bald zur Weltreligion (Soon to be a major religion)                                                        |
| Leela ruft ihre Eltern in der Kanalisation an und lädt sie zu einem Ausflug auf die Oberfläche ein. Dazu braucht sie eine eintägige Aufenthaltsgenehmigung für die Oberfläche, die sie später bei Bürgermeister Popenmeier holen muss. In diesem Moment kommt Prof. Farnsworth herein und präsentiert seinen neuen Roboter, den er bei {\displaystyle \pi }KEA bestellt hat. Natürlich müssen Leela, Fry und Bender den Roboter zusammenbauen. Davon bekommen Leela und Fry ziemliche Schmerzen, was sie dann zu Dr. Zoidberg führt, der ihnen eine Wundersalbe gibt, mit der die beiden sich einreiben. Da der neue Roboter gleich darauf explodiert, sollen Fry und Leela ihn wieder zurückbringen und gegen ein CD-Regal eintauschen. Auf dem Weg zu {\displaystyle \pi }KEA werden sie überfallen und der Räuber schießt auf Fry. Der Schuss prallt aber einfach an ihm ab und Leela können Schläge mit einer Eisenstange nichts anhaben. Beide wundern sich über die Superkräfte, die sie plötzlich haben. Wieder im Planet-Express-Gebäude finden die zwei heraus, dass die Wundersalbe von Zoidberg dafür verantwortlich ist. Da es schon immer ein Traum von Fry war, ein Superheld zu sein, beschließt er, mit Leela und Bender ein Superheldenteam zu bilden und das Verbrechen zu bekämpfen. Der Bürgermeister gibt den drei Superhelden den Spezialauftrag, das Museum zu beschützen, da der „Zoowärter“ dort um 9 Uhr den wertvollen Quantum Gemaragd (ein Brillant) rauben will. Doch fällt dieser Termin genau auf den gleichen Tag, an dem sich Leela mit ihren Eltern treffen will. Sie arrangiert es, dass ihre Eltern um 10 Uhr auch zu diesem Museum kommen. Doch der Zoowärter kommt genau eine Stunde zu spät und somit genau mit Leelas Eltern. Im Museum kommt es zu einem erbitterten Kampf zwischen den Superhelden und den Tieren, die der Zoowärter unter seiner Kontrolle hat. Inzwischen machen sich Leelas Eltern auf den Rückweg, da sie denken, Leela habe sie aus Scham versetzt. Um sich zu bei ihren Eltern zu entschuldigen, geht Leela in die Kanalisation und erzählt ihnen schließlich, dass sie eine Superheldin ist. Ihr Vater kann dies nicht für sich behalten und erzählt es in der Kanalisation herum, wodurch es auch der Zoowärter erfährt und Leelas Eltern entführt. Er erpresst die Superhelden-Crew, den Edelstein für ihn aus dem Museum zu stehlen, im Austausch für die gefangenen Eltern. |           |                                                |                                       |                      |                   |               |               | |
| 59 | 5×4       | Der Geschmack der Freiheit                     | A Taste of Freedom                    | James Purdum         | Eric Horsted      | 22. Dez. 2002 | 26. Juni 2004 | Tatsächlich (Or is it?)                                                                                         |
| Dr. Zoidberg isst am „Freiheits-Tag“ die Welt-Fahne auf und wird dafür angeklagt. Er verteidigt sich mit dem Hinweis, dass er von seiner persönlichen Freiheit Gebrauch machen wollte. Als er dennoch verurteilt wird, flüchtet er in die Botschaft seines Heimatplaneten. Der Botschafter lässt die Krabben die Erde angreifen und erobern. Die Erdlinge werden versklavt, was dem freiheitsliebenden Zoidberg jedoch zuwiderläuft. Schließlich entweiht er ein weiteres Mal die „Weltflagge“ und rettet damit die Erdbürger aus der Knechtschaft. Zum Dank wird er rehabilitiert und darf exklusiv an der neuen Weltflagge knabbern. |           |                                                |                                       |                      |                   |               |               | |
| 60 | 5×15      | Wer ist hier cool?                             | Bender Should Not Be Allowed on TV    | Ron Hughart          | Lewis Morton      | 3. Aug. 2003  | 3. Juli 2004  | Kontrolliert Sie durch einen Chip im Hintern seit 1999 (Controlling you through a chip in your butt since 1999) |
| Bender wird durch eine Intrige der neue Star der Roboter-Soap-Opera Alle meine Stromkreise. Allerdings fällt er schon beim ersten Auftritt aus seiner Rolle, raucht und flucht und wird so zum neuen Jugendidol. Weil sie die Entwicklung ihrer Söhne gefährdet sehen, gründen Prof. Farnsworth und Hermes eine Bürgerinitiative, die sich für die Absetzung der Sendung einsetzt. |           |                                                |                                       |                      |                   |               |               | |
| 61 | 5×2       | Gebell aus der Steinzeit                       | Jurassic Bark                         | Swinton O. Scott III | Eric Kaplan       | 17. Nov. 2002 | 10. Juli 2004 | Keine Tochtergesellschaft der Futurama Messing-Knöchel-Co. (Not affiliated with Futurama Brass Knuckle Co.)     |
| Fry findet in einem Museum seinen Hund aus dem 20. Jahrhundert, der mittlerweile versteinert ist, und will ihn mithilfe von Prof. Farnsworth klonen lassen. Als er bemerkt, dass der Hund nach seinem Einfrieren noch lange gelebt hat, beschließt er den Klonvorgang abzubrechen, weil er denkt, dass der Hund ihn schon vergessen habe, was aber nicht der Fall ist. |           |                                                |                                       |                      |                   |               |               | |
| 62 | 5×1       | Die stinkende Medaille der Umweltverschmutzung | Crimes of the Hot                     | Peter Avanzino       | Aaron Ehasz       | 10. Nov. 2002 | 17. Juli 2004 | Achtung! Verursacht Wahnsinn bei Labormäusen (Known to cause insanity in laboratory mice)                       |
| Die globale Erwärmung macht allen auf der Erde zu schaffen. Bei einem Wissenschaftstreffen, zu dem Prof. Farnsworth nur widerwillig mitgeht, werden deshalb verschiedene Möglichkeiten diskutiert, die Erde vor der Hitze der Sonne zu schützen. Als ein riesiger Parabolspiegel-Versuch missglückt, hält es Farnsworth nicht mehr aus und ergreift das Wort. Er gibt zu, die ersten Roboter so konstruiert zu haben, dass sie Unmengen von Abgasen ausstoßen. Zu Benders Erschrecken, der der einzige Roboter auf der Versammlung ist, wird daraufhin beschlossen, dass alle Roboter vernichtet werden. Alle Roboter werden dazu unwissend zu einer Party auf eine Insel eingeladen. Einzig Bender weiß, was sie erwartet. Doch schließlich hat Farnsworth die rettende Idee: Er lässt alle Roboter gleichzeitig ihre Abgase ausstoßen und somit die Umlaufbahn der Erde zu vergrößern. Für diese Idee wird ihm die stinkende Medaille der Umweltverschmutzung verliehen. |           |                                                |                                       |                      |                   |               |               | |
| 63 | 5×7       | Die Quelle des Alterns                         | Teenage Mutant Leela’s Hurdles        | Bret Haaland         | Jeff Westbrook    | 30. März 2003 | 24. Juli 2004 | Jetzt Interaktiv! Joystick kontrolliert Frys linkes Ohr (Now Interactive! Joystick controls Fry’s left ear)     |
| Zu Beginn sieht man wie ein Gargoyle sich durch das Dach des Planet-Express-Gebäudes stürzt und davon fliegt. Kurz darauf sieht man wie Professor Farnsworth einen großen Haufen Exkremente von oben aus ins Gesicht bekommt. Danach macht er sich mit dem Planet-Express-Schiff auf die Suche nach ihm. Dabei verhält er sich vom Fahrstil, wie man es Rentnern nachsagt, und die Crew beschließt ihn in ein Verjüngungscenter zu schaffen. Dort setzt er sich in heißen Teer, welcher eine verjüngende Wirkung hat. Um das Ganze zu beschleunigen nutzt Bender eine Pumpe, welche den Teer noch schneller zirkulieren lässt. Dabei übertreibt er aber, der Boden bricht ein und alle Crewmitglieder fallen in den Teer. Alle werden jünger, der Professor ist in den Fünfzigern, die Crew ist im Teenager-Alter. Leela bekommt somit die Chance, ihre Kindheit mit ihren Eltern in der Kanalisation zu verbringen. Der Professor versucht währenddessen, alle wieder älter werden zu lassen, was aber gänzlich schiefgeht. Fry, der Professor, Bender, Zoidberg, Amy und Hermes werden daraufhin von Minute zu Minute jünger (“Unbirth – then death …”). Der Professor gibt die Crew (welche langsam ins Kindesalter gekommen ist) bei Leela zum Babysitten ab, um in Ruhe über einen Weg nachzudenken, wieder das richtige Alter zu bekommen. Die Lösung erscheint ihm, als Leela etwas über „Die Quelle des Alterns“ in einem Kinderbuch liest. Alle zusammen fliegen zu der Quelle, woraufhin der Professor, Fry, Hermes, Amy, Zoidberg und Bender in die Quelle fallen und sie von Leela gerettet werden müssen. Sie bekommt alle bis auf den Professor zu fassen, welcher in der Quelle zu versinken droht. In diesem Moment erscheint der Gargoyle. Er löst sich vom Planet-Express-Schiff und zieht den Professor in letzter Sekunde aus der Quelle. Er ist nun älter als vorher, der Rest ist wieder halbwegs im Ursprungsalter. Dem Gargoyle wird die Freiheit geschenkt, er sitzt zum Schluss in Paris und hat Nachwuchs neben sich sitzen. |           |                                                |                                       |                      |                   |               |               | |
| 64 | 5×8       | Philip J. Fry: V.I.P.                          | The Why of Fry                        | Wes Archer           | David X. Cohen    | 6. Apr. 2003  | 31. Juli 2004 | Tanzende Weltraumtomaten? Worauf ihr einen lassen könnt! (Dancing Space Potatoes? You bet!)                     |
| Die Nibbler haben Fry entführt, damit er das Universum für sie rettet. Die Datenbank der bösen Gehirne hat nämlich sämtliche Informationen des bestehenden Universums gesammelt, um sie zu zerstören und in eine andere Welt zu ziehen. Frys Aufgabe ist es nun, eine Kommunikationsbombe in der neuen Datenbank zu zünden, damit alles vernichtet wird. Während er versucht, diesem Auftrag nachzukommen, erfährt er die wahren Gründe, warum er einst tiefgefroren wurde. |           |                                                |                                       |                      |                   |               |               | |
| 65 | 4×12      | Der letzte Trekki                              | Where No Fan Has Gone Before          | Pat Shinagawa        | David A. Goodman  | 21. Apr. 2002 | 1. Feb. 2003  | Wo noch nie ein Fan gewesen ist (Where no fan has gone before)                                                  |
| Fry muss feststellen, dass die Worte „Star Trek“ verboten sind, alle Trekkies exekutiert wurden und die Köpfe der Hauptdarsteller sowie die letzten Aufnahmen aller Episoden und Filme auf den Planeten Omega 3 verbannt wurden. Da beschließt er, mit Hilfe von Leonard Nimoy die Filme wieder zu beschaffen. Auf dem Planeten angekommen werden die Planet-Express-Crew von Melllvar, einer Energiewolke und fanatischen Trekkie, gefangen genommen. Schließlich gelingt die Flucht vom Planeten. Aber da erscheint Zapp Brannigan mit seinem Raumschiff und startet eine Gerichtsverhandlung gegen Fry, Leela, Bender und die Besatzung des Raumschiffs Enterprise. Währenddessen wird das Schiff von Melllvar angegriffen. Insgesamt gibt es in dieser Folge starke Anlehnungen an die Raumschiff-Enterprise-Doppelepisode Talos IV – Tabu, in der Spock die Enterprise entführt, um Captain Pike nach Talos IV zu bringen. |           |                                                |                                       |                      |                   |               |               | |
| 66 | 5×9       | Der Stich                                      | The Sting                             | Brian Sheesley       | Patric M. Verrone | 1. Juni 2003  | 7. Aug. 2004  | Ein Nebenprodukt der Fernsehindustrie (A by-product of the TV industry)                                         |
| Leela, Fry und Bender werden von Professor Farnsworth auf eine scheinbar einfache Mission geschickt: Sie sollen Honig von riesigen, bösen Weltraum-Bienen sammeln. Nachdem die Crew in dem riesigen Bienenstock gelandet ist, beginnen sie damit, den Honig durch einen Schlauch zum Planet-Express-Schiff zu pumpen. Leela entschließt sich, eine Baby-Biene mitzunehmen. Zurück auf dem Schiff wird Fry bei dem Versuch, Leela zu retten von der Baby-Biene erstochen. Noch während Frys Beerdigung beginnt Leela, sich schwere Vorwürfe zu machen. Zurück zuhause hat Leela einen sehr realistischen Traum, der sie glauben macht, Fry sei noch am Leben. Als sie den anderen davon berichtet, glauben sie ihr kein Wort. Doch die Träume werden immer realistischer und bizarrer und Leela sinkt in einen immer tieferen Schlaf. |           |                                                |                                       |                      |                   |               |               | |
| 67 | 5×13      | Coilette & Calculon – Eine Liebesgeschichte    | Bend Her                              | James Purdum         | Michael Rowe      | 20. Juli 2003 | 14. Aug. 2004 | Zu scharf fürs Radio (Too hot for radio)                                                                        |
| Bender lässt sich zu einem Fem-Bot umbauen um bei einem Wettbewerb für weibliche Biegeroboter teilzunehmen. Der Serien-Star Calculon von „Alle meine Stromkreise“ verliebt sich dann in Bender alias Coilette, Bender beschließt ihn zu heiraten und sich dann scheiden zu lassen, damit er Geld bekommt. Doch Coilette verliebt sich dann auch in Calculon … kann ihn der Professor noch rechtzeitig umbauen, bevor er dauerhaft ein Fem-Bot bleibt? |           |                                                |                                       |                      |                   |               |               | |
| 68 | 5×14      | Absolut fabelhaft                              | Obsoletely Fabulous                   | Dwayne Carey-Hill    | Dan Vebber        | 27. Juli 2003 | 21. Aug. 2004 | Man kann nicht beweisen, dass es nicht passieren wird (You can’t prove it won’t happen)                         |
| Mom hat den neuen Robotertyp 1-X erfunden und möchte nun, dass alle anderen Roboter ein Upgrade erfahren. Da sich die Kollegen aus Blech dabei sehr verändern, ergreift Bender kurzerhand die Flucht und findet sich schließlich auf einer Insel wieder, die nur von drei weiteren flüchtigen Robotern bewohnt wird. Mit dem einfachen Leben legen die vier Jungs aus Metall den Stress der Wirklichkeit ab und kommen dabei auf so manchen dummen Gedanken. |           |                                                |                                       |                      |                   |               |               | |
| 69 | 5×10      | Die Farnsworth Parabox                         | The Farnsworth Parabox                | Ron Hughart          | Bill Odenkirk     | 8. Juni 2003  | 24. Aug. 2004 | Übertrifft einen harten Tritt ins Gesicht (Beats a hard kick in the face)                                       |
| Der Professor erschafft in einem verrückten Experiment eine Box mit unbekanntem Inhalt. Da dieses Experiment ihn beinahe das Leben kostet, verbietet er der Crew von Planet Express in die Box zu sehen und befiehlt, die Box am nächsten Tag zu zerstören. Leela als vertrauenswürdigste Beschäftigte soll die Nacht über auf die Box aufpassen. Nach einer durchwachten Nacht kann aber selbst Leela nicht mehr widerstehen, sie wirft eine Münze, um zu entscheiden, ob sie in die Box schauen soll. Das Ergebnis ist positiv, Leela sieht hinein und fällt in ein Paralleluniversum. Die dortige Planet-Express-Crew ist von marginalen Unterschieden abgesehen der Leela bekannten ziemlich ähnlich. Nachdem die dortige Leela (mit roten Haaren) die Crew aus dem uns bekannten Universum in das Paralleluniversum entführt hat, halten beide Crews Konferenz. Sie einigen sich darauf, das uns bekannte Universum „Universe A“ und das Paralleluniversum „Universe 1“ zu nennen. Die Crews erkennen, dass der einzige Unterschied zwischen beiden Universen das Ergebnis von Münzwürfen ist, welche jeweils entgegengesetzt ausfallen. Die Verbindung zwischen beiden Universen sind die beiden Boxen die beide Professoren zeitgleich gebaut haben. Aus Eifersucht auf die anderen Crew-Mitglieder stehlen die beiden Zoidbergs die blaue Box aus Universe 1. Die Crew erfährt unterdessen, dass der Hermes aus Universe A auf dem Weg ist die gelbe Box, und somit das Paralleluniversum, wie befohlen zu vernichten. Um dies zu verhindern, müssen beide Crews zusammenarbeiten, um die Zoidbergs zu finden, bevor Hermes die Box in die Sonne schleudert. |           |                                                |                                       |                      |                   |               |               | |
| 70 | 5×11      | Dreihundert dicke Dinger                       | Three Hundred Big Boys                | Swinton O. Scott III | Eric Kaplan       | 15. Juni 2003 | 4. Sep. 2004  | Zur besten Sendung gewählt (Voted »BEST«)                                                                       |
| Nachdem Zapp Brannigan den Spinnenplaneten erobert hat, beschließt Präsident Nixons Kopf, der gesamten Erdbevölkerung 300 $ zu schenken. Amy nutzt ihr Geschenk, um sich ein total hippes sprechendes Tattoo stechen zu lassen, während Kif sein Geld lieber in ein Date über den Wolken mit sowie eine Uhr für Amy investiert. Der Professor wünscht sich, wieder ein wenig jünger auszusehen und leistet sich eine Familienpackung Stammzellen, um seine Haut zu straffen und wieder mehr Erfolg bei Frauen zu haben. Benders Wunsch, „Le Grand Cigar“, lässt sich für 300 $ nicht realisieren. Da sie von Queen Elizabeth während ihrer wilden Jahre in einem Stück des gleichen Papiers der US-Verfassung gerollt wurde, kostet sie 10.000 $. Da entscheidet sich Bender doch lieber für das Einbrecher-Werkzeug-Set zu 300 Dollar … Hermes ersteht für sich und seinen Sohn Dwight ein Paar 10 m hohe Bambus-Stelzen, mit denen die beiden unkontrolliert durch New York wanken. Eine Runde Schwimmen mit dem Pottwal Mushu im Zoo von Brooklyn kostet Leela ihre 300 $. Zoidberg kauft sich für sein Geld alles, aber auch wiederum nichts, da er mit seinem neuen „Reichtum“ einfach nichts Rechtes anzufangen weiß. Und Fry? Fry münzt jeden einzelnen Dollar in Kaffee um. Der Zähler läuft während der ganzen Episode mit. Und als Fry den 100. Kaffee trinkt, passiert etwas Unglaubliches. |           |                                                |                                       |                      |                   |               |               | |
| 71 | 5×12      | Lustkrise auf Omicron Persei Acht              | Spanish Fry                           | Peter Avanzino       | Ron Weiner        | 13. Juli 2003 | 11. Sep. 2004 | Danke fürs Zusehen, Futurama-Sklaven-Armee (Thanks for watching, Futurama slave army!)                          |
| Als bei einem Waldlauf plötzlich Frys Nase verloren geht, stellt sich heraus, dass die Nase auf dem Planeten Omicron Persei Acht ein sehr begehrtes Aphrodisiakum ist. Der Tyrann Lrrr hat sie gestohlen, weil er endlich wieder eine normale sexuelle Beziehung mit seiner Frau leben möchte. Entsprechend wenig Bereitschaft zeigt Lrrr, Fry die Nase zurückzugeben, bis plötzlich Leela und Bender vor seiner Türe stehen und die Nase zurückfordern. |           |                                                |                                       |                      |                   |               |               | |
| 72 | 5×16      | Die Hände des Teufels                          | The Devil’s Hands are Idle Playthings | Bret Haaland         | Ken Keeler        | 10. Aug. 2003 | 18. Sep. 2004 | Wir sehen uns auf irgend ’nem andern Kanal (See you on some other channel)                                      |
| Die letzte Folge der Staffel behandelt die Beziehung zwischen Fry und Leela. Fry nimmt Holophonor-Unterricht, um Leelas Herz mit Hilfe von Musik zu erobern, doch er ist nicht sehr talentiert. Seine Musiklehrerin diagnostiziert bei ihm „dumme Finger“, mit denen er das Instrument nie meistern wird. Auf Anraten Benders sucht Fry eine Audienz beim Roboterteufel, dieser bietet ihm ein Glücksspiel an, bei dem Fry die Hände eines Roboters gewinnen kann. Fry gewinnt – die Hände des Roboterteufels selbst, widerwillig tauscht dieser seine Hände mit denen Frys. Mit Hilfe seiner neuen Finger wird Fry zum gefeierten Holophonor-Meister, er spielt vor ausverkauften Sälen und verkauft CDs. Als Hedonism Bot eine Oper bei Fry in Auftrag gibt, sieht dieser seine Chance – er schreibt über seine Liebe zu Leela. Doch der Roboterteufel ist unzufrieden mit dem Tausch, er will unter allen Umständen seine alten Hände zurück. Er entwirft einen komplizierten Plan, durch den Leela taub wird und so nicht in der Lage ist, Frys Oper zu hören. Nachdem die erste Hälfte der Oper vorüber ist, bietet der Roboterteufel Leela einen Tausch an – neue Roboterohren für ihre Hand. Leela ist so verzweifelt, dass sie den Tausch annimmt, um den Rest der Oper hören zu können. In der zweiten Hälfte kommt es zum Showdown zwischen Fry und dem Roboterteufel. Vor versammeltem Publikum enthüllt dieser den Vertrag, den er mit Leela schloss. Ging Leela anfangs davon aus, dass der Roboterteufel ihre Hand für die Ohren haben möchte, stellt sich dies schnell als Irrtum heraus. Als der Roboterteufel das Kleingedruckte des Vertrags vorliest, wird sein Plan deutlich – Leela hat mit ihrer Unterschrift eingewilligt ihn zu heiraten. Der Roboterteufel stellt Fry vor die Wahl: Entweder er gibt ihm die Hände zurück, die Fry braucht um Leelas Herz zu erobern, oder er sieht zu, wie der Roboterteufel die Frau seiner Träume heiratet. Fry gibt die fremden Hände zurück und versucht die Oper dennoch zu beenden. Als alle anderen Zuschauer die Oper verlassen, da sie das schlechte Spiel Frys nicht ertragen, bleibt alleine Leela zurück und besteht darauf, das Ende der Oper zu hören. |           |                                                |                                       |                      |                   |               |               | |

## Gastauftritte

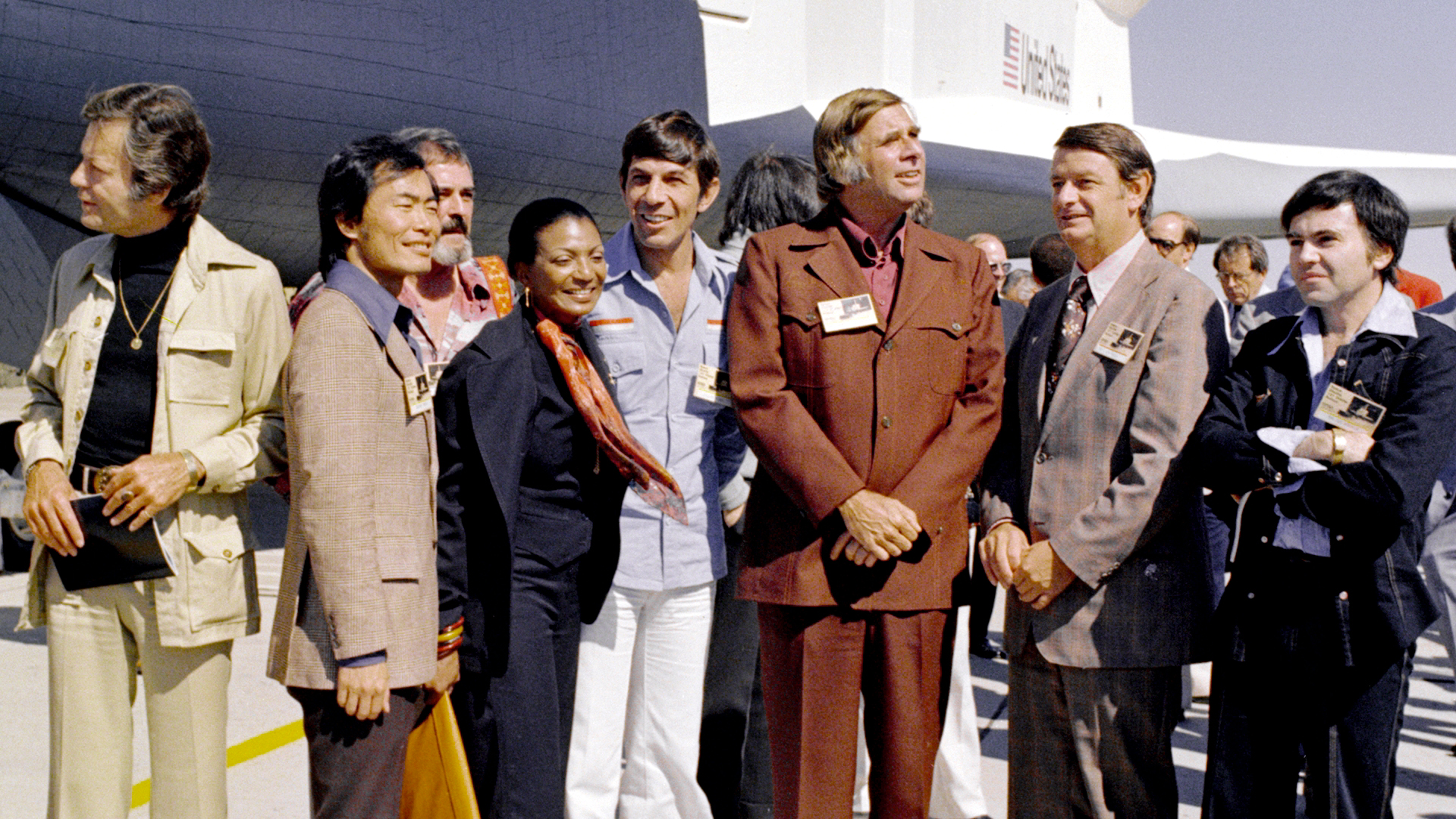
Die Brückencrew aus Raumschiff Enterprise hat sich in Der letzte Trekki zu Gastauftritten versammelt: George Takei (2. v.l.), Nichelle Nichols (4. v.l.), Leonard Nimoy (5. v.l.) und Walter Koenig (rechts). – Es fehlt William Shatner.
Außerdem auf dem Foto: DeForest Kelley (links; 1999 verstorben), James Doohan (3. v.l.), Star-Trek-Schöpfer Gene Roddenberry (3. v.r.) und der NASA-Verantwortliche George Michael Low (2. v.r.).

- Roseanne Barr als sie selbst in Dreihundert dicke Dinger
- Dan Castellaneta als Roboter-Teufel in Die Hände des Teufels
- Jonathan Frakes als er selbst in Der letzte Trekki
- Al Gore als er selbst in Die stinkende Medaille der Umweltverschmutzung
- Walter Koenig als er selbst in Der letzte Trekki
- Lucy Liu als sie selbst in Liebe und Raketen
- Nichelle Nichols als sie selbst in Der letzte Trekki
- Leonard Nimoy als er selbst in Der letzte Trekki
- Bob Odenkirk als Chaz in Philip J. Fry: V.I.P.
- William Shatner als er selbst in Der letzte Trekki
- George Takei als er selbst in Der letzte Trekki
- Sigourney Weaver als Planet-Express-Schiff in Liebe und Raketen

## Veröffentlichung

### Fernsehen
Am 10. Februar 2002 lief mit Liebe und Raketen zum ersten Mal eine Episode der dritten Produktionsstaffel von Futurama im Fernsehen. Der US-amerikanische Sender Fox veröffentlichte die 18 Episoden dieser Staffel jedoch nicht zusammenhängend. Drei von ihnen verlegte er in die vierte Sendestaffel, die ansonsten aus der Episoden der dritten Produktionsstaffel besteht. Die übrigen 15 Episoden formen mit einer Episode der dritten Produktionsstaffel die fünfte Sendestaffel. Die Erstausstrahlung bei Fox verlief unregelmäßig, der Sender zeigte die 16 Episoden der fünften Sendestaffel in einem Zeitraum von neun Monaten.

### Heimkino
Futurama wurde in der Reihenfolge und Staffeleinteilung der Produktion auf DVD und anderen Speichermedien veröffentlicht. Die vierte Produktionsstaffel war als Futurama: Volume Four ab dem 24. August 2004 in den USA erhältlich. Sie erschien in einem Boxset aus vier DVDs, alternativ aus vier VHS-Kassetten. In späteren Veröffentlichungen änderte sich die Schreibweise in Futurama: Volume 4.

## Auszeichnungen

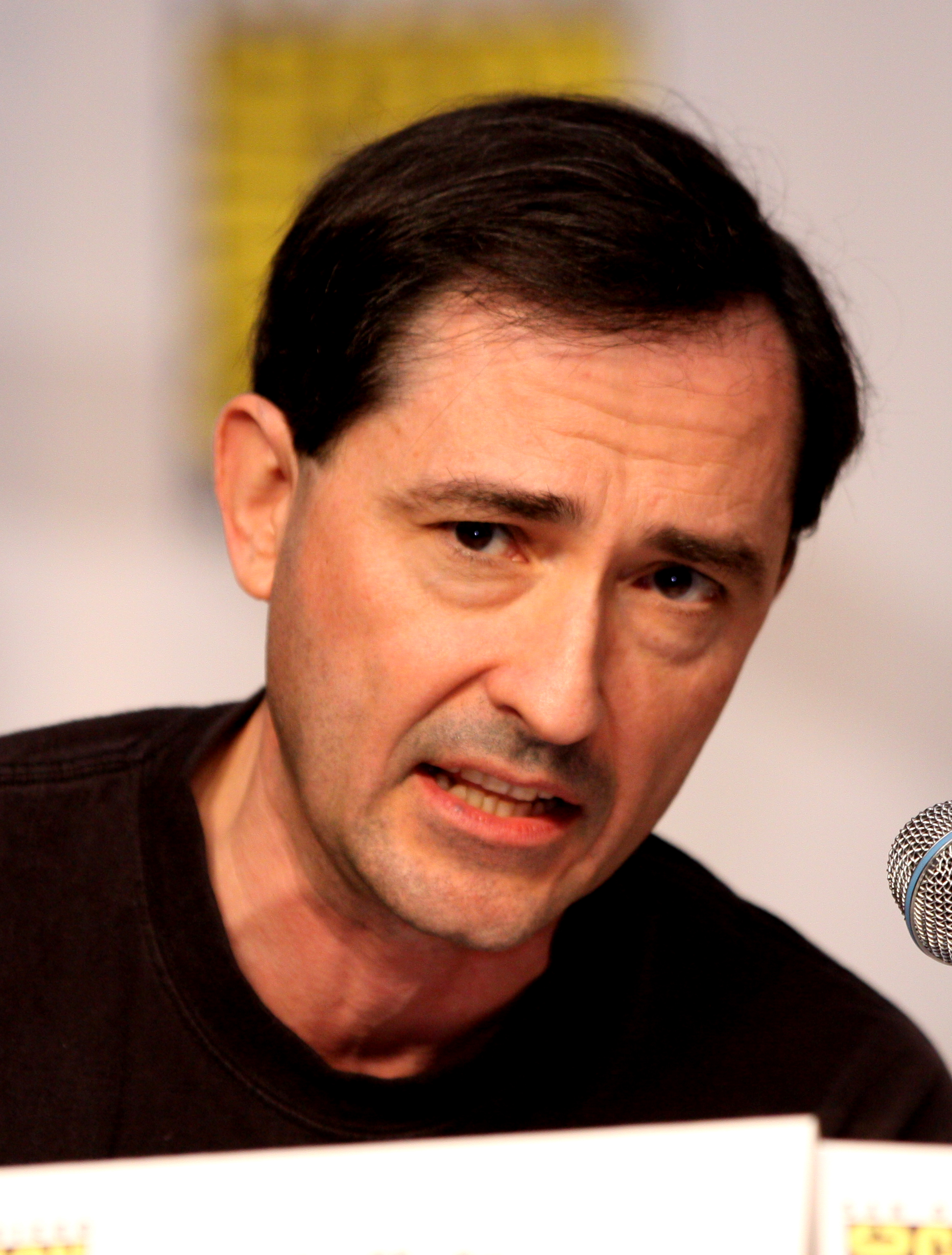
Patric Verrone war mit dem Drehbuch zu Der Stich für einen Annie und einen WGA Award nominiert. Die Episode war außerdem als beste nicht-abendfüllende Animationssendung für einen Emmy vorgeschlagen.

Drei Episoden dieser Staffel waren für den Emmy nominiert, davon zwei in der Kategorie Outstanding Animated Program (For Programming Less Than One Hour): 2003 die Folge Gebell aus der Steinzeit, im Jahr darauf die Folge Der Stich. Außerdem war Ken Keeler 2004 für den Song I Want My Hands Back aus der Episode Die Hände des Teufels für einen Emmy in der Kategorie Outstanding Music and Lyrics vorgeschlagen.
Zwei Annie-Nominierungen für Episoden dieser Staffel hatten ebenfalls keine Auszeichnung zur Folge. Nominiert waren Patric Verrone in der Kategorie Writing in an Animated Television Production für das Drehbuch zur Episode Der Stich und erneut Ken Keeler in der Kategorie Music in an Animated Television Production für die Musik zur Episode Die Hände des Teufels. Keeler gewann den Preis zwar, allerdings zusammen mit Alf Clausen und Ian Maxtone-Graham für die Simpsons-Folge Auf der Familienranch.
Das Drehbuch zu Der Stich brachte Patric Verrone neben der Annie-Nominierung auch eine Nominierung für den WGA Award in der Kategorie Animation ein, außerdem war David A. Goodman mit dem Drehbuch zur Episode Der letzte Trekki 2004 für den Nebula Award in der Kategorie Best Script nominiert.